# Skeyes
Skeyes ist die für den zivilen Luftraum zuständige belgische Flugsicherung. Das Unternehmen entstand 2018 durch Umfirmierung der Belgocontrol. Sie ist Mitglied der Civil Air Navigation Services Organisation (CANSO) und Teil des Functional Airspace Block Europe Central (FABEC).

## Zuständigkeitsbereiche
Skeyes ist in Belgien für die Flugverkehrskontrolle an den Flughäfen Brüssel, Charleroi, Lüttich, Antwerpen und Ostende zuständig. Vertikal erstreckt sich der Zuständigkeitsbereich bis zu Flugfläche 245 (FL245), d. h. bis in eine Flughöhe von 24.500 Fuß (Einheit) bzw. ca. 7.500 m.
Darüber hinaus ist Skeyes für die Flugverkehrskontrolle im Großherzogtum Luxemburg zuständig. Hier erstreckt sich der Zuständigkeitsbereich vertikal, von den regional unterschiedlichen Untergrenzen FL145 oder FL165 bis zur FL245.
Die Flugverkehrskontrollsektoren über FL245 fallen in den Zuständigkeitsbereich der Eurocontrol-Kontrollzentrale in Maastricht an die Belgien die Flugverkehrskontrolle im oberen Luftraum delegiert hat.

## Niederlassungen

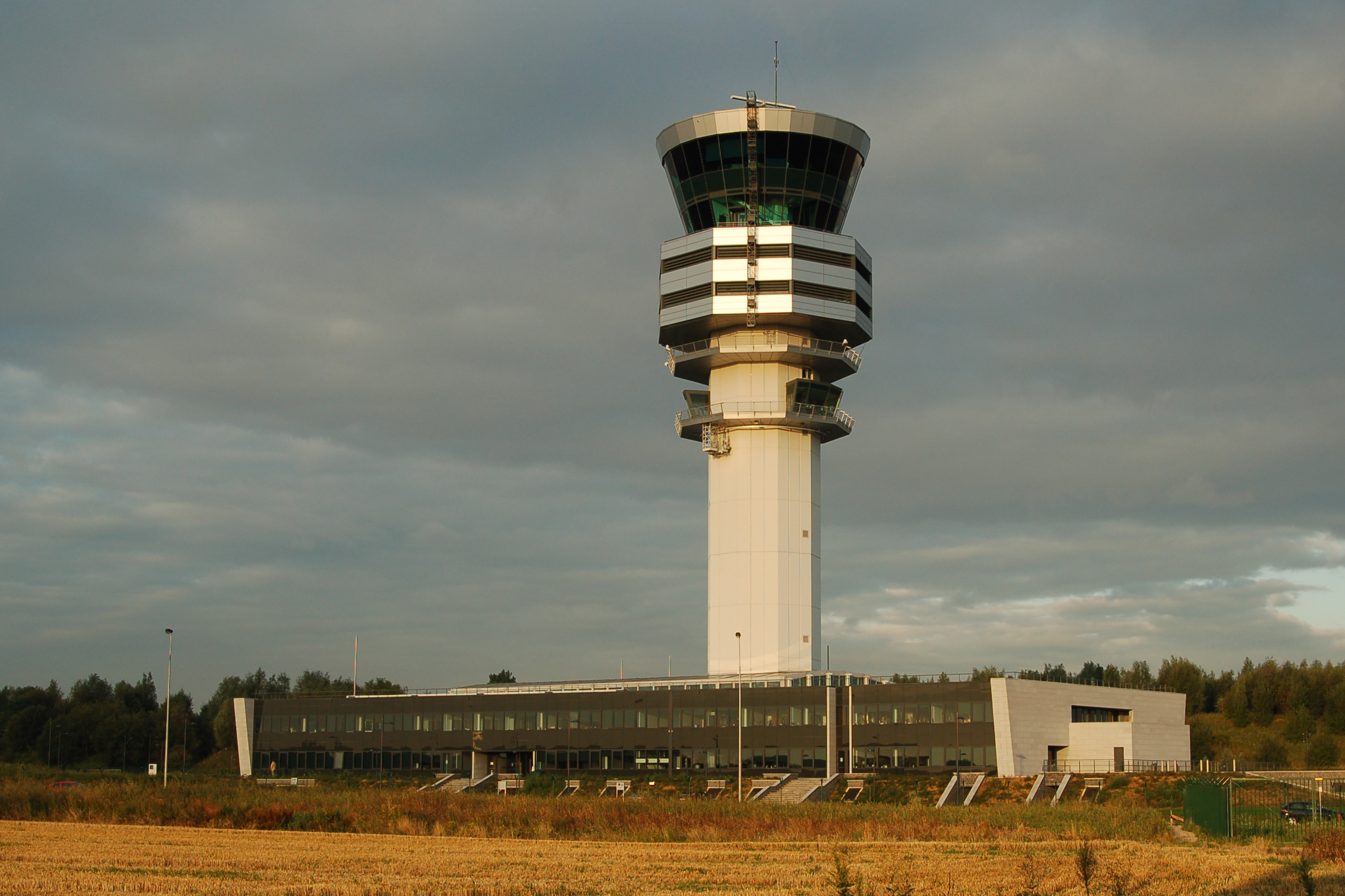
Tower des Flughafens Brüssel-Zaventem (EBBR) in Steenokkerzeel.

Skeyes hat sieben Niederlassungen in Belgien:
- Steenokkerzeel: Hauptsitz, einschließlich des  CANAC (Computer Assisted National Air traffic control Center) und des Kontrollturms (Tower) des Flughafens Brüssel-Zaventem;
- Charleroi: Tower des  Flughafens Brüssel-Charleroi;
- Bierset: Tower des Flughafens Lüttich;
- Deurne: Tower des Flughafens Antwerpen;
- Ostend: Tower des Flughafens Ostende–Brügge;
- Bertem: Radarstation;
- Saint-Hubert: Radarstation.

## Aufgaben
Skeyes ist eine eigenständige Aktiengesellschaft. Ein belgisches Gesetz vom 21. März 1991 definiert die Aufgaben der Firma wie folgt:
1. die Sicherheit der Flugsicherung in dem Luftraum zu gewährleisten, für den der belgische Staat zuständig ist [...];
2. auf dem Flughafen Brüssel die Kontrolle der Bewegungen der Luftfahrzeuge während des Anflugs, der Landung, des Starts und des Rollens zu gewährleisten und weiterhin die Sicherheit des Luftverkehrs auf öffentlichen Regionalflughäfen und Flugplätzen zu gewährleisten [...]
3. polizeiliche, flughafen- und luftfahrttechnische Ermittlungsdienste mit Informationen über Luftfahrzeuge, ihre Flugbewegungen, ihre Bewegungen und deren beobachtbare Auswirkungen zu versorgen;
4. zur Bereitstellung meteorologischer Informationen für die Flugsicherung sowie für Telekommunikationsdienste oder andere Dienstleistungen [...].